# Теракты в Кано (2012)
Теракты в Кано — серия терактов, совершённая 20 января 2012 года в Кано, втором по величине городе Нигерии. Ответственность за теракты взяла на себя радикальная секта Боко харам.

## Предыстория
В августе 2011 года нигерийская газета Leadership Sunday сообщила, что представитель Боко харам Абу Заид отправил Эмиру Кано Адо Байеро и губернатору штата Кано Рабиу Кванквасо письмо, в котором потребовал немедленно освободить всех арестованных членов секты, пообещав перенести террористические атаки на территорию штата Кано в случае отказа.

## Теракты
Первый взрыв произошёл примерно в 17:00 по местному времени, террорист-смертник взорвал полицейский участок. Почти сразу после этого смертники подорвали ещё три полицейских участка, штаб-квартиру госбезопасности, а также паспортный и иммиграционный офисы. Всего в Кано произошло около 20 взрывов. Ночью город был атакован боевиками Боко харам, переодетыми в полицейскую форму. Количество погибших составило минимум 215 человек.

## Последствия
Власти Нигерии ввели в Кано войска и объявили в городе 24-часовой комендантский час, позже его длительность была сокращена до 11 часов. Полиция арестовала более 200 человек, большую часть из них составили граждане Чада. Центральный банк Нигерии выделил 100 миллионов найр для выплаты компенсаций пострадавшим от терактов. 23 января полиция предотвратила новую серию терактов в Кано, обезвредив 10 заминированных автомобилей.

## Международная реакция
Россия, Евросоюз, Содружество наций и Африканский союз осудили теракты.